# Крикмер, Уолтер
Уо́лтер Ре́ймонд Кри́кмер (англ. Walter Raymond Crickmer; 17 декабря 1899, Уиган, Англия — 6 февраля 1958, Мюнхен, ФРГ) — английский футбольный клубный секретарь и футбольный тренер.

## Биография
В 1926 году Крикмер был назначен клубным секретарём «Манчестер Юнайтед». Он был главным тренером клуба с 1 апреля 1931 по 1 июня 1932 года и во второй раз с 1 августа 1944 по 1 февраля 1945 года.
Крикмер, совместно с владельцем «Манчестер Юнайтед» Джеймсом Гибсоном, стал основателем молодёжной академии клуба. Погиб в мюнхенской авиакатастрофе 1958 года, пробыв в должности секретаря клуба 32 года.
Похоронен на Стретфордском кладбище.

## Тренерская статистика
| Клуб              | Страна | Начало работы | Завершение работы | Показатели | Показатели | Показатели | Показатели | Показатели | Показатели | Показатели | Показатели |
| Клуб              | Страна | Начало работы | Завершение работы | М          | В          | Н          | П          | МЗ         | МП         | РМ         | % побед    |
| ----------------- | ------ | ------------- | ----------------- | ---------- | ---------- | ---------- | ---------- | ---------- | ---------- | ---------- | ---------- |
| Манчестер Юнайтед | Англия | 9 ноября 1931 | 13 июля 1932      | 43         | 17         | 8          | 18         | 72         | 76         | –4         | 39,53      |
| Манчестер Юнайтед | Англия | 9 ноября 1937 | 15 февраля 1945   | 76         | 30         | 24         | 22         | 131        | 112        | +19        | 39,47      |